# برنجاسف شمالی
 برنجاسف شمالی(نام علمی: Artemisia borealis) نام یک گونه از سرده درمنه‌ها است. 